# 포크배럴
포크배럴(pork barrel)은 지역구의 선심사업을 위해 정부의 예산을 남용하는 것을 뜻하는 용어이다. 미국에서 먼저 사용한 용어이다. 일반적으로 선거 운동때, 상대방을 공격하기 위해 주로 사용한다. 하지만, 학자들은 지역 예산의 통제에 관해 기술적으로 사용한다.

## 역사
"포크 배럴"이라는 용어는 1863년 에드워드 에버렛 헤일의 "The Children of the Public"에서 먼저 사용되었다. 그는 그 용어를 선거 때 투표를 위해 노력하는 모든 행위나 노력을 은유적으로 표현한 말이었다. 하지만, 남북전쟁이후, 그 용어는 부정적인 의미로 사용되었다. 옥스포드 영어사전에서는 1873년을 현대 의미로 처음 사용했다는 정의했다. 1870년대 "돼지(pork)"라는 표현은 의회에서 흔한 표현이었고, 1919년 체스터 콜린스 맥시가 쓴 "National Municipal Review" 논문에서 사용된 후 전국적으로 유명해졌다. 그는 그 용어가 남북전쟁 전, 노예들에게 소금에 절인 돼지고기 통을 주었을 때, 그것을 얻기 위해 자기들끼리 싸우는 것을 표현한것에서 유래했다고 했다. 또한, 19세기 돼지고기 통은 가정에서 부를 측정하는 도구중 하나여서 일반인들도 자주 썼다.

## 같이 보기
- 분할통치